# Narcís Marull i Torrent
Narcís Marull i Torrent   (Cassà de la Selva, 1747 - Buenos Aires, valor desconegut) va ser un apotecari i comerciant català, que va exercir com a Asentista de Medicina a la Real Audiencia de Buenos Aires.

## Biografia
Narcís Marull va néixer a Cassà de la Selva, fill de Joan Manuel Marull i Isabel Torrent, pertanyent a una família noble catalana. Es va establir a Buenos Aires a finals del 1770, i es va casar a la Catedral Metropolitana el 3 de febrer del 1788 amb la seva cosina germana, Concepció Marull, filla de Francesc Salvi Marull i Juana Saleza.
Va ser el propietari de la primera drogueria de Buenos Aires, conegut com Botica del Colegio, situat als carrers Santísima Trinidad y San Carlos (actual Bolívar i Alsina) Monserrat, fundat pel seu oncle l'any 1777. L'any 1804, Narcís Marull va ser nomenat Examinador de Farmacia i Revisor de Medicinas.
Durant les invasions angleses del Virregnat del Río de la Plata, havia subministrat medicaments i ajudat als patriotes ferits. El 1809, Marull va participar en el Motí d'Álzaga, i va ser empresonat i alliberat després de pagar una multa de 3.000 pesos.
Després de l'obertura del lliure comerç a Buenos Aires, Marull va mantenir vincles comercials amb els britànics. El 8 de novembre del 1810, la goleta anglesa Alarm va arribar al port de Buenos Aires procedent de Guernsey, portant mercaderies que incloïen vi i ginebra a la consigna de Narcís Marull.
Era parent del famós advocat Josep Preses i Marull, un anglòfil que va servir com a secretari de Carlota Joaquima de Borbó.